# US Open 2015/Quaddoppel
Das Quaddoppel (Rollstuhl) der US Open 2015 war Teil der Rollstuhltenniswettbewerbe in New York City vom 10. bis zum 13. September.
Titelverteidiger waren David Wagner und Nick Taylor.

## Ergebnisse
Zeichenerklärung
- Q = Qualifikant
- WC = Wildcard
- LL = Lucky Loser
- ITF = qualifiziert über ITF-Ranking
- ALT = alternate (Ersatz)
- PR = Protected Ranking
- SE = Special Exempt
- r = retired (Aufgabe)
- d = Disqualifikation
- w.o. = walkover
- [ ] = Match-Tie-Break

|  | Finale |                               |   |   |      |
|  |        |                               |   |   |      |
|  | 1      | David Wagner Nick Taylor      | 4 | 6 | [10] |
|  | 2      | Dylan Alcott Andrew Lapthorne | 6 | 2 | [7]  |
|  |        |                               |   |   |      |